# Trafexpress-Klasse
Die Trafexpress-Klasse ist eine Baureihe von ConRo-Schiffen des Typs Stocznia Szczecińska B-201. Die Schiffe werden von der niederländischen Spliethoff-Gruppe unter niederländischer Flagge betrieben und vom Tochterunternehmen Transfennica eingesetzt.

## Geschichte
Transfennica hatte schon vor der Übernahme durch Spliethoff mit den Planungen zum Bau einer neuen Serie von RoRo-Schiffen begonnen. Nach der Übernahme wurde ein stark veränderter Spliethoff-Entwurf umgesetzt. Gebaut wurden das Schiffssextett in den Jahren 2005 bis 2009 von der Werft Stocznia Szczecińska Nowa in Stettin.

## Technische Daten und Ausstattung
Die Schiffe sind mit rund 28.300 BRZ vermessen und haben eine Tragfähigkeit von 18.250 Tonnen. Die Decksaufbauten befinden sich im hinteren Drittel der Schiffe. Das Vorschiff ist mit einem Wetterschutz versehen, der in einen Wellenbrecher übergeht.

### Laderaumanordnung
Die Schiffe können sowohl Container als auch rollende Ladung transportieren. Für den Transport von Containern haben die sechs Schwesterschiffe jeweils vier mit Cellguides ausgerüstete Abteilungen im vorderen Laderaum ohne Lukendeckel, der 192 TEU fasst, den ebenfalls mit Cellguides ausgerüsteten Wetterdecksbereich hinter dem Deckshaus, wo 150 TEU gestaut werden können und den mittleren Wetterdecksbereich, der weitere 297 TEU aufnehmen kann. Die Cellguides des hinter den Decksaufbauten befindlichen Wetterdecksbereich sind nicht fest installiert. Sie können bei Bedarf auch entfernt und im achteren Bereich des Decks mitgeführt werden, so dass hier neben Containern auch andere Ladung gestaut werden kann. 
Unter Deck verfügen die Schiffe über Rolldecks mit 2950 Spurmetern, die über eine über die gesamte Schiffsbreite gehende Heckrampe erreicht werden können. Bei Bedarf kann über eine weitere Rampe auf der Backbordseite auch das Wetterdeck erreicht und ebenfalls mit Trailern und/oder Containern beladen werden.

### Maschinenanlage
Der Antrieb besteht aus zwei mittelschnell laufenden Viertakt-Dieselmotoren des Herstellers Wärtsilä mit einer Leistung von jeweils 12.600 kW, die eine Geschwindigkeit von knapp 23 Knoten ermöglichen. 

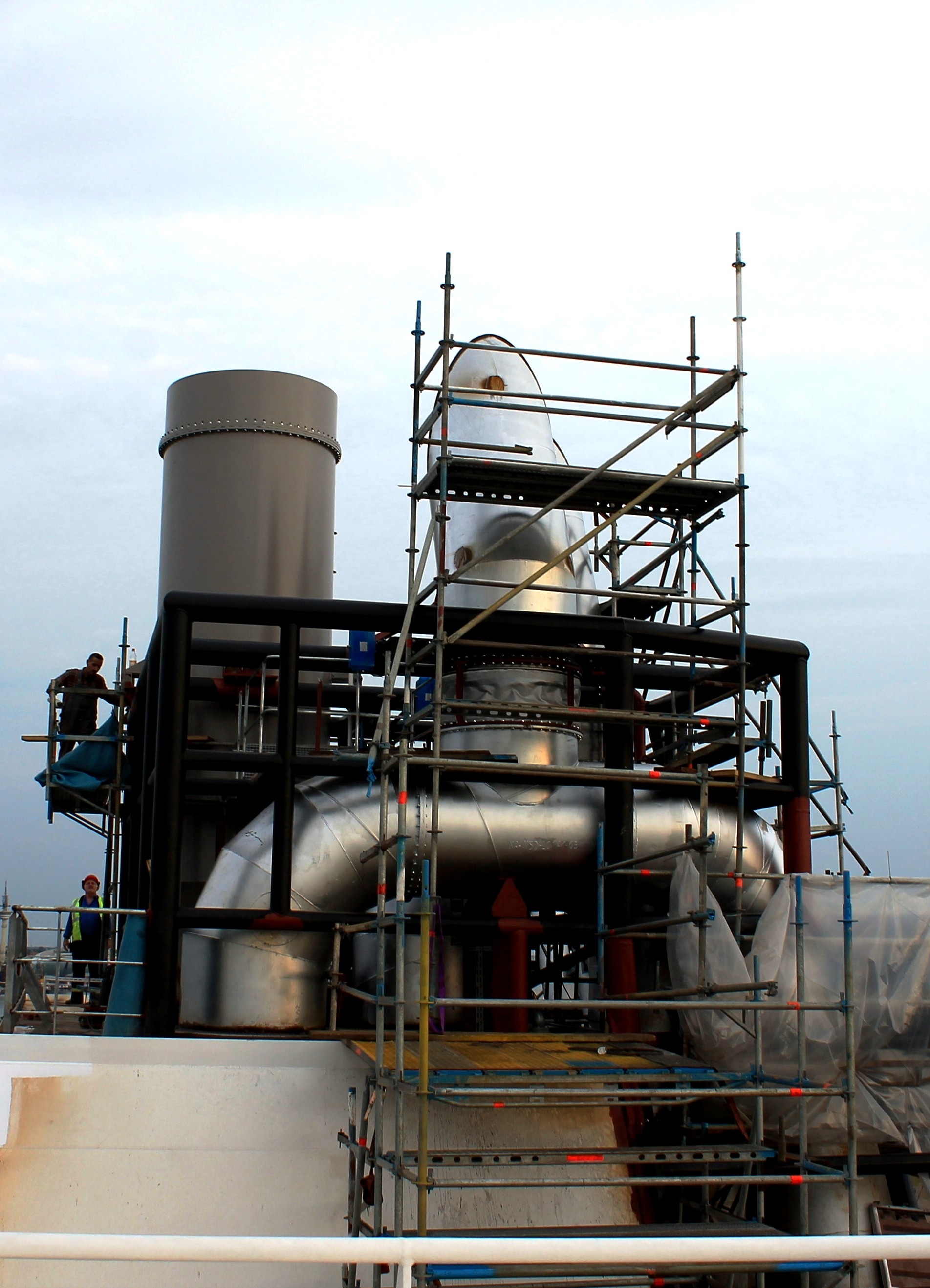
Einbau eines Abgaswäschers auf der Timca (Naßwäscher)

Im Jahr 2012 wurde zunächst die Plyca mit einem Abgasreinigungssystem von Alfa Laval ausgerüstet. Nach einer etwa einjährigen Erprobungsphase beschloss die Reederei auch die Nachrüstung der übrigen fünf Schiffe mit dieser Anlage. Die Timca wurde 2014 bei MWB mit einem Abgasreinigungssystem nachgerüstet.
Die An- und Ablegemanöver werden durch zwei Bugstrahlruder unterstützt. Der Schiffstyp ist von Lloyd’s Register of Shipping klassifiziert und kann dank der Eisklasse Finnish/Swedish 1A auch im Eis operieren. Es sind Schiffsstabilisatoren installiert.

## Die Schiffe
| Trafexpress-Klasse | Trafexpress-Klasse | Trafexpress-Klasse | Trafexpress-Klasse | Trafexpress-Klasse         | Trafexpress-Klasse |
| Bauname            | Baunummer          | IMO-Nummer         | Ablieferung        | Umbenennungen und Verbleib |                    |
| ------------------ | ------------------ | ------------------ | ------------------ | -------------------------- | ------------------ |
| Timca              | B201-II/01         | 9307358            | Juli 2006          | -                          |                    |
| Kraftca            | B201-II/02         | 9307360            | November 2006      | -                          |                    |
| Genca              | B201-II/03         | 9307372            | Mai 2007           | -                          |                    |
| Trica              | B201-II/04         | 9307384            | September 2007     | -                          |                    |
| Pulpca             | B201-II/05         | 9345386            | April 2008         | -                          |                    |
| Plyca              | B201-II/06         | 9345398            | Mai 2009           | -                          |                    |